# Grand-Bigard
Cet article possède un paronyme, voir Bigard.
Grand-Bigard (Groot-Bijgaarden en néerlandais) est un grand village brabançon situé à l'ouest de la ville de Bruxelles. À la suite de la fusion des communes intervenues en 1977, il fait aujourd'hui administrativement partie de la commune de Dilbeek, dans la province du Brabant flamand (Région flamande de Belgique).

## Démographie

### Évolution démographique
- Sources : INS, Rem. : 1831 jusqu'en 1970 = recensements, 1976 = nombre d'habitants au 31 décembre[2].

## Patrimoine
Le village est connu pour son château datant du XVIe siècle ainsi que par l'abbaye Sainte-Wivine. La fondation de cette abbaye de moniales bénédictines remonte à 1133. En 1973, ses bâtiments appartiennent aux Frères des écoles chrétiennes (noviciat, maison de retraite, etc). On peut y découvrir la poterne de 1730, le quartier de la prieure de 1757, diverses dépendances, l'infirmerie de 1632 et d'autres vestiges.

## Langues
Lors du dernier recensement officiel effectué en 1947 Grand-Bigard comptait plus de 10 % de francophones au sein de sa population. L'enquête Kluft-Jaspers de 1969 donne plus de 20 % de francophones. Du fait de la suppression du volet linguistique lors des recensements en Belgique et de la fusion des communes de 1977, le nombre de francophones est devenu complexe à évaluer à Grand-Bigard (et partout ailleurs en Belgique) mais on estime que la part de francophone était de 28% en 1994.

## Route
L'échangeur de Grand-Bigard est un nœud routier fort fréquenté par les automobilistes.

## Personnalités
- Sainte Wivine de Grand-Bigard, mystique brabançonne du XIIe siècle est considérée comme la fondatrice de l'abbaye Sainte-Wivine de Grand-Bigard.
- Laurent-Benoît Dewez (1731-1812), architecte néo-classique célèbre, est décédé à Grand-Bigard.
- Romain Maes (1913-1983), coureur cycliste, vainqueur du Tour de France 1935, est décédé à Grand-Bigard.